# Fontvieille (Mónaco)
Fontvieille é um bairro do Mónaco, situado entre a divisa com a França e o rochedo principal do país. Foi criado a partir de terras conquistadas ao mar. Possui um porto, um heliporto, o estádio Luís II (do time do Mónaco) e um complexo desportivo. Existe uma área industrial livre de poluição bem como áreas comerciais e o novo Columbus Monaco hotel.